# カルボナード

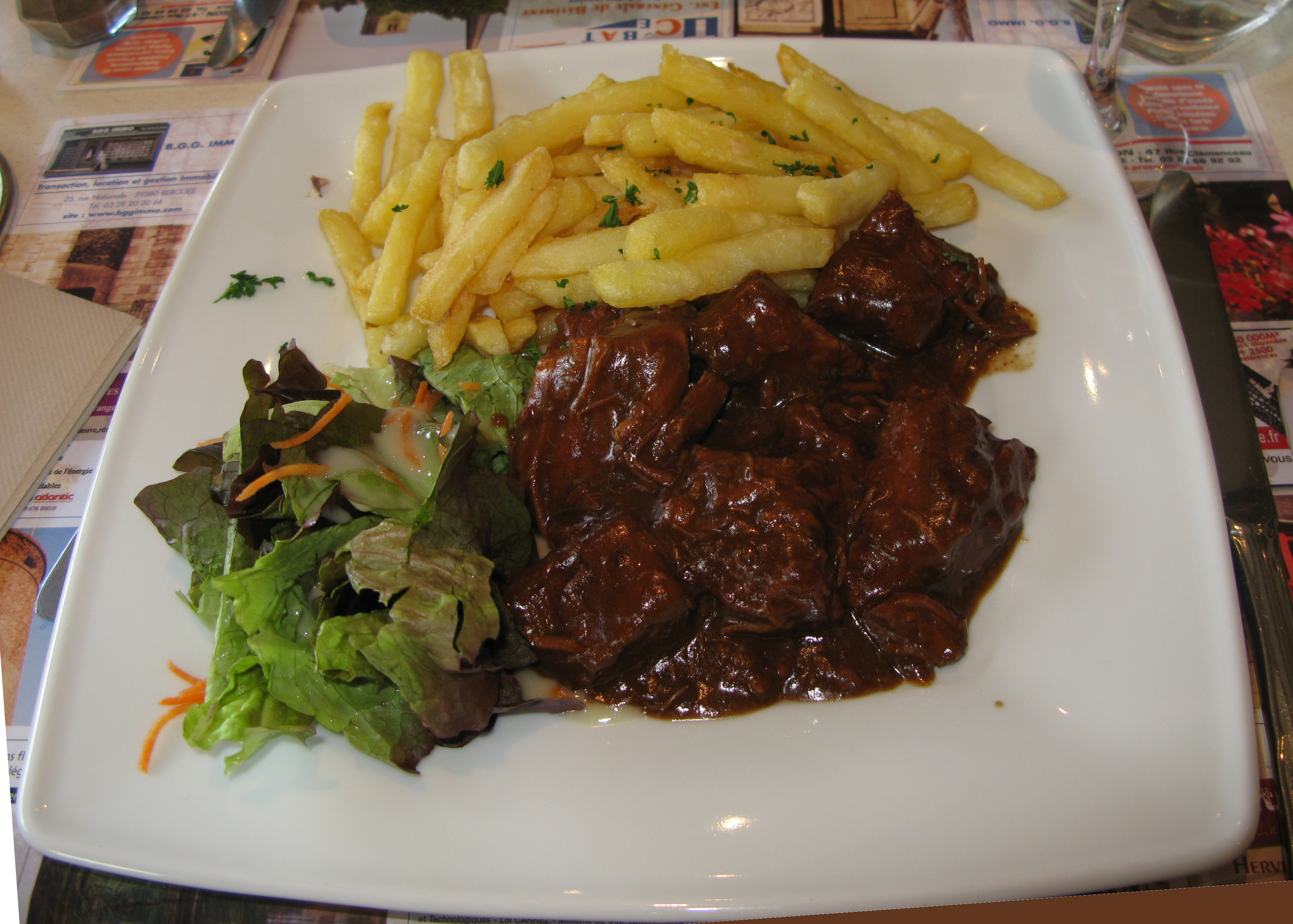
カルボナード・フラマンドとフライドポテト

カルボナード（フランス語: Carbonnades）またはカルボナード・フラマンド（Carbonade flamande）とは、フランドル地方（現在のオランダ南部、ベルギー西部、フランス北部）の郷土料理。牛肉のビール煮込みである。また、食材をビールで煮込む料理として、代表的なレシピである。
フランドル地方は石炭産業で発達した地域であり、石炭（フランス語: charbon）で鍋を加熱していたことに料理名は由来する。また、かつては牛肉だけではなく馬肉も使用されていた。
フランドル地方はブドウ栽培の北限より北方に位置するため、常飲されていたのはワインよりもビールであり、煮込みにワインではなくビールが使用されるのも、これに由来する。
煮込むビールの種類（スタイル）によっても、味が変わってくる。